# Állatok numerikus képességei
Állatok numerikus képességei Számos állat rendelkezik speciális számfeldolgozó agyi modullal, amellyel képesek kis mennyiségek reprezentálására, és bizonyos elemi műveletek, közelítő számítások elvégzésére – habár számreprezentációjuk elmosódott. Ezt a modult gyűjtőedénynek (akkumulátor) nevezzük.
Az állatok érzékszervi modalitástól függetlenül képesek létrehozni a számok reprezentációját (azaz mindegy, hogy adott esetben látják, vagy hallják az ingereket, a számok reprezentációja létrejön). A több észlelési modalitás vagy cselekvés közötti általánosítás képessége elengedhetetlen a számfogalom meglétéhez.
Az állatok numerikus képességeinek vizsgálata Otto Koehler (1941, 1956) munkássága révén hatalmasat fejlődött. Számos kísérleti paradigmát megalapozott (mint a szimultán ingerbemutatás prezentációt), melyekkel különböző állatok (mókus, galamb, rénszarvas stb.) numerikus képességeit vizsgálta. A Koehler által kidolgozott kísérleti helyzeteket a mai napig használják. Hatása a területre olyan nagy, hogy történeti szempontból szokás pre- és post- Koehler időszakokra felosztani.

## Állatokkal végzett kísérletek eredményei
- a Hans nevű ló esete – Wilhelm von Osten több mint tíz évig tanított számtant, zenét és olvasást Hans nevű lovának. Úgy tűnt, képes megoldani számtani feladatokat, többek között törteket összeadni. Eredményeit koppantások számával adta meg. Végül is Hans képességeit megkérdőjelezték, és be is bizonyosodott, hogy válaszait nem matematikatudására alapozta, hanem nonverbális kommunikációra gazdájával – képes volt észrevenni egész apró, talán nem is szándékos mozdulatait, amik azt jelezték számára, hagyja abba a kopogást.
- Jacob, az Otto Koehler által kiképzett varjú, képes volt számos tartály közül azt kiválasztani, amelyen pontosan öt pont volt, annak ellenére, hogy a pontok helyzete és mérete próbáról próbára változott.
- élelemtől ideiglenesen megvont patkányok képesek megtanulni, hogy körülbelül hányszor kell megnyomniuk egy pedált ahhoz, hogy élelemhez jussanak. A kísérletben két pedál közül az elsőt egy meghatározott számú alkalommal kellett megnyomniuk, ezután egyszer a másik pedált – és máris élelemhez jutottak. Ha az első pedált kevesebbszer nyomták meg, mint kellett volna, a másik pedált lenyomva büntetést kaptak. Így a patkányok olyan stratégiához folyamodtak, hogy körülbelül az előírt számú alkalommal, de inkább kicsit többször nyomták meg az első pedált, majd egyszer a másodikat – maximalizálva így az ételhez jutás valószínűségét.
- csimpánzokat megtanítottak arra, hogy két tárgy közül azt válasszák ki, amely fizikailag azonos egy előzőleg prezentálttal. A csimpánz képes volt elvonatkoztatni a konkrét tárgytól: ha először egy félig telt poharat látott, azután pedig poharak helyett egy fél, ill. egy háromnegyed almát, akkor a fél almát választotta. Az eredmény arra utal, hogy az állat tudta, hogy a félig telt pohár úgy viszonyul a teli pohárhoz, mint a fél alma a teljes almához. Később azt is sikerült kimutatni, hogy a csimpánzok törtek mentális kombinálására is képesek intuitív módon: ha negyed almát és fél pohár folyadékot prezentáltak először, majd egy egész korong és egy háromnegyed korong közül kellett választani, a véletlen szintjénél gyakrabban választották a háromnegyed korongot.
- Brannon és Terrace (1998) olyan képeket mutattak rézuszmajmoknak, melyeken különböző számú (1-4) formák szerepeltek, amiket a majmoknak növekvő sorrendbe kellett rendezniük. Ezt követően olyan képeket mutattak nekik, ahol 5-9 darab forma szerepelt egy-egy képen, amiket szintén növekvő sorrendbe tudtak rendezni. Ezek az adatok azt sugallják, hogy a rézuszmajmok ordinális skálán tudják reprezentálni a számokat 1-től 9-ig.
- Csimpánzok meg tudják feleltetni a képernyőn látott pontok számát arab számokkal, majd képesek jelezni a számolás végét az utolsó számmal. Ez azt sugallja, hogy a csimpánzok értik az utolsó szám speciális szerepét egy számsorban (kardinalitás elve) (Beran et al., 1998).
- Hauser (2000) Wynn öthónapos csecsemőkön végzett kísérletét (Wynn-kísérlet) ismételte meg rézuszmajmokon. A csecsemőkhöz hasonlóan a rézuszmajmok is értik az 1+1=2, illetve a 2+1=3, 2-1=1 és 3-1=2 is.
- Más kísérletek is bizonyították, hogy állatok képesek aktív mentális manipulációra mennyiségekkel. Az összegzés képességét olyan feladatokban vizsgálják, ahol az állatoknak össze kell számolniuk kettő vagy több halom elemeit, majd össze kell hasonlítaniuk azokat. Például, csimpánzoknak bemutattak két adag ételt (mindkettőn 1-4 db csokoládé), amikből mindig sikeresen kiválasztották a nagyobb adagot. Ehhez összegezniük kellett a halmok elemeit, majd összehasonlítani a két értéket (Rumbaugh et al.,1987).
- Cantlon és Brannon (2007) két rézuszmajom számolási képességét mérte össze egyetemistákéval. Két ponthalmaz után egy harmadikat mutattak a résztvevőknek, és azt kellett eldönteni, hogy az első 2 halmaz összege-e a 3. halmaz (például: 1. halmazban 2 pont, 2. halmazban 4 pont, ezt követi 6 pont, a helyes válasz, vagy 8, a helytelen). Az egyetemisták válaszainak 94%, a majmokénak 76% volt helyes, és mindkét csoport átlagos reakcióideje 1mp körül volt. Távolsági hatást is megfigyeltek mindkét csoportnál; lelassult a reakcióidő, ha a két lehetséges válasz közelebb volt egymáshoz.
- Adessi (2007) csuklyás majmokkal végzett kísérletében azt találta, hogy a majmok különböző értékű zsetonokkal viszonylag komplex számolási feladatok elvégzésére képesek. Két féle zsetont használt kísérletében, az egyik 1 (A), a másik 3 (B) mogyorót ért. A majmok feladata, hogy minél több mogyorót gyűjtsenek be. Tíz majomból négy rugalmas stratégiát használva maximalizálta nyereségét, preferenciát mutattak egy B zsetonra, egy, ill. kettő A zsetonnal szemben. Az A zsetonokat választották azonban, ha azokból 4 vagy 5 darab volt. A kísérlet második felében a majmok 2 B zseton és 3-6 A zseton közül választanak, tehát ebben a helyzetben össze kell adniuk a zsetonok értékét, majd összehasonlítani a kapott eredményeket. Hatból két majom sikeres stratégiát alkalmazott ebben a helyzetben is.
- Csak kevés kutatás született, ami emberszabásúakon túl más állat aritmetikai képességeit vizsgálták volna. Brannon (2001) galambokkal végzett kísérletei eredményeként tudjuk, hogy a galambok észlelik a helyes, ill. hibás eredményét egy összeadásnak. A beszédre tanított szürke papagáj, Alex, (aki meg tud különböztetni tárgyakat 6-ig, és számnevekkel meg is címkézi azokat) összeadási képességét tesztelték, maximum 6 elemet számláló próbákkal, amiknek ki kellett mondania az eredményét. Az eredmények pontossága alapján az összeadási képessége megegyezik egy főemlősével, ill. egy gyerekével (Pepperberg, 2006).
- Rayburn-Reeves et al. (2010) galambok abszolút szám detektáló képességét tesztelték. A madaraknak olyan sorozatokat adtak, ahol az első három megerősített (élelem) próbát mindig egy meg nem erősített követett (RRRN). Amikor a válasz egy csípés volt, nem mutatkozott szignifikáns különbség a különböző helyzetekben mért időben. Azonban ha 10 csípés kellett ahhoz, hogy megkapják a magot, a nem megerősített próba esetén a csípések szignifikánsan lassabban történtek. A különböző torzító körülményeket kiküszöbölve úgy tűnik, hogy a galambok elsősorban a megerősített próbák száma alapján jósolták meg a meg nem erősített próbákat.
- Egy frissen kikelt csibékkel végzett kísérlet (Rugani et al., 2010) feltételez egy rendszert, ami az ontogenezis korai szakaszában felbukkan, korlátozott kapacitás és feladat specifikusság jellemzi, az állatok numerikus képességeinek kulcs komponense lehet. Csibéket öt azonos méretű és formájú golyóval tartottak. A harmadik napon szabad választásos teszt elé állították a madarakat, amelyben a golyók két paraván mögé kerültek (egyik paraván mögé két golyó, másik mögé három, egyszerre vagy egyenként). A csibék hosszabb ideig nézték azt a paravánt, ami mögött a több golyó volt. A kísérlet második részében jól láthatóan az egyik paravánból tettek át golyókat a másikba. A csibék azt a paravánt választották, ami mögött több golyó volt, amihez összeadást, ill. kivonást kellett „elvégezniük”.
- A törzsfejlődés egyszerűbb fokán álló állatok numerikus képességeit vizsgáló kutatások is születtek. Ewen Callaway (2009) vörös hátú szalamandrákat vizsgált egy egyszerű választásos kísérletben, ahol a szalamandráknak 2 halom muslica (ami számukra ízletes csemegét jelentene) közül kellett választaniuk. Sikeresen megkülönböztették a 8 és 16 muslicát, azonban nem boldogultak a 3 és 4, 4 és 6, valamint a 8 és 12 megkülönböztetésével. Úgy tűnik tehát, hogy a szalamandráknak, ha két nagy halmazt kell összehasonlítania, a nagyobb halmaznak legalább kétszer akkorának kell lennie, mint a kisebbnek.
- Kevés vizsgálat született ez idáig, melyben természetes környezetükben vizsgálták volna állatok numerikus képességeit. Chittka és Geiger (1995) méheket tanulmányoztak természetes környezetükben; a méhkas és a táplálék közé sátrakat vertek fel viszonyítási pontoknak, melyek számát változtatták, majd megfigyelték, hogy ez milyen hatással van a méhek tájékozódására. Azt találták, hogy a méhek elsősorban a megtett távolságra támaszkodnak tájékozódás során, ugyanakkor a sátrak száma is befolyásolta azt (tehát, ha egy méh több sátrat látott a kasból az etető felé, mint az etetőtől a kas felé, szignifikánsabb rövidebb távolságot tett meg). Valamint ha az egyik irányba sátor helyett más jelet használtak is kimutatható volt az előbb leírt jelenség, ami azt sugallja, hogy a méhek képesek tárgy-független számolásra.

### Idegsejtek számdetekciója
Richard Thompson az 1960-as években macskák agykérgéből vezette el egyes sejtek aktivitását, míg az állatok hangsorozatokat hallottak, vagy felvillanásokat láttak. Néhány sejt csak egy bizonyos számú esemény után tüzelt – például hat felvillanásra vagy hat hangra. A modalitás nem számított, az idegsejt a számokra volt érzékeny, azokra digitális módon válaszolt (mindent vagy semmit elv alapján).

## Az állatok numerikus képességének korlátai
Az emberekkel ellentétben az állatok nem használnak nyelvet, sem szimbólumokat a számosság reprezentálására és manipulálására. Nincsenek számneveik, nem tudnak verbális stratégiákhoz folyamodni – képességeik így csak a becslésre terjednek ki, amelynek pontossága a számok nagyságával fordított arányban van.
Említést érdemel azonban Sheba, a csimpánz, akit arra tanítottak, hogy szimbólumok használatával egyszerű összeadásokat és összehasonlításokat végezzen. Sheba fel tudta ismerni az arab számokat, és mentális mennyiségekkel társította azokat. Nem csak a csimpánzok taníthatóak meg azonban a számtani szimbólumokkal való manipulációra: Abel és Baker makákómajmok voltak, akik betanításuk után különös tehetséggel hasonlítottak össze arab számjegyekkel jelölt mennyiségeket. A Sheba, Abel és Baker által mutatott képességek valószínűleg igen kevés fajra korlátozódnak.